# Institut zur Erforschung von Evangelisation und Gemeindeentwicklung
Das Institut zur Erforschung von Evangelisation und Gemeindeentwicklung (IEEG) ist eine theologische Einrichtung der Universität Greifswald. Das Hochschulinstitut der Theologischen Fakultät ist das deutschlandweit einzige, das sich in universitärer Forschung und Lehre mit den Themen Evangelisation und Gemeindeentwicklung beschäftigt. Seine Gründung im Jahr 2004 geht auf Impulse der EKD-Synode in Leipzig im Jahr 1999 zurück. Interdisziplinär erzielte Forschungsergebnisse werden im Lehrangebot der Fakultät, in Publikationen, auf Symposien und Tagungen allgemein zugänglich gemacht.
Das IEEG arbeitet in Kooperation mit der Arbeitsgemeinschaft Missionarische Dienste (AMD) und dem Pommerschen Evangelischen Kirchenkreis der Evangelischen Kirche in Norddeutschland (bis 2012 Pommersche Evangelische Kirche). Direktor ist Michael Herbst.

## Geschichte
Die EKD-Synode 1999 in Leipzig bearbeitete als Schwerpunktthema "Reden von Gott in der Welt – Der missionarische Auftrag der Kirche an der Schwelle zum 3. Jahrtausend." In einer Kundgebung hielt die Synode fest, dass "die Gemeinden, die Leitungsgremien, die Hauptamtlichen, die Ehrenamtlichen und alle Christinnen und Christen, sich [...] neu auf ihren missionarischen Auftrag zu besinnen" aufgerufen sind. Unter Artikel IV Punkt 1 wurde betont: "Die evangelische Kirche setzt das Glaubensthema und den missionarischen Auftrag an die erste Stelle, [...] Weitergabe des Glaubens und Wachstum der Gemeinden sind unsere vordringliche Aufgabe, an dieser Stelle müssen die Kräfte konzentriert werden."
Die im Mai 2001 erschienene und vom Rat der EKD verabschiedete Studie „Das Evangelium unter die Leute bringen. Zum missionarischen Dienst der Kirche in unserem Land. Hannover 2000.“ enthielt den Vorschlag der Begründung eines „Institutes für Evangelisation“.
Die Synode der Pommerschen Evangelischen Kirche (PEK) beschloss am 15. Juni 2003, dem IEEG eine auf sechs Jahre befristete Pfarrstelle zur Verfügung zu stellen. Das IEEG sollte als Agentur für missionarische Dienste Aufgaben im Bereich der PEK übernehmen. Dazu wurde mit Beschluss vom 7. Oktober 2003 erstmals ein Gemeindepfarrer in diese Stelle entsandt. Eine Vereinbarung regelt die Zusammenarbeitsaspekte.
Nach der ursprünglichen Erwägung, das Institut in der Rechtsform einer gGmbH als  ein An-Institut zu gestalten, ergab sich im Dezember 2003 jedoch die Möglichkeit, die neue Einrichtung als Institut der Theologischen Fakultät zu begründen. Die Pommersche Evangelische Kirche und der Vertrauensrat der AMD stimmten dem zu. Der Fakultätsrat der Theologischen Fakultät und der Senat der Universität Greifswald stimmten ebenso zu. Der Antrag an das Rektorat wurde am 27. Januar 2004 positiv beantwortet.
Am 1. April 2004 nahm das Institut seine Arbeit auf. Mit einem Symposium über "Missionarische Perspektiven für die Kirche der Zukunft" wurde das Institut am 6. Mai 2004 offiziell eröffnet. Unter dem Titel "Aufbrechen oder untergehen"&#147; hielt der katholische Wiener Religionssoziologe und Professor für Pastoraltheologie Paul M. Zulehner Paul Zulehner einen Fest-Vortrag. Neben der pommerschen Kirche finanzierten auch die beiden westdeutschen Landeskirchen von Baden und Württemberg Mitarbeiterstellen am IEEG. Gründungsdirektoren waren die Theologieprofessoren Michael Herbst, Inhaber des Lehrstuhles für Praktische Theologie an der Universität Greifswald, und Jörg Ohlemacher bis zu seiner Emeritierung 2008.
Wissenschaftlicher Geschäftsführer war seit der Institutsgründung bis 2010 der promovierte Neutestamentler Johannes Zimmermann, dessen Stelle aus Drittmitteln finanziert wurde, die die Württembergische Landeskirche zur Verfügung stellte. Die Badische Landeskirche entsandte Pfarrer Martin Reppenhagen an das IEEG. Mit weiteren Wissenschaftlichen Mitarbeitern wurde zunächst die Arbeit des Institutes strukturiert.

## Zielsetzung
Eine vorfindliche "reguläre wissenschaftliche Sprachlosigkeit in Fragen der Mission" beschreibt Michael Herbst und weist auf die Herausforderung einer "glaubwürdigen Kommunikation des Evangeliums" hin. Der Direktor des IEEG formuliert die Zielrichtung der Institutsforschung mottohaft:
"Sagen, was wir glauben, und glauben, was wir sagen. Sprach- und auskunftsfähige Kirche in Gemeinde, Schule und Gesellschaft." (Michael Herbst)
Bischof Hans-Jürgen Abromeit wies auf der Landessynode der Nordkirche im November 2012 darauf hin, dass der Dialog mit Konfessionslosen in Pommern „insbesondere begleitet wird durch das Institut zur Erforschung von Evangelisation und Gemeindeentwicklung (IEEG) an der Ernst-Moritz-Arndt-Universität in Greifswald. Die kirchliche Arbeit in unseren ländlichen und strukturschwachen Räumen wird dort wissenschaftlich reflektiert und weiterentwickelt.“
Basierend auf einer Theologie der Evangelisation sollen am Greifswalder Institut Modelle für eine missionarische Ausrichtung der Arbeit von Kirchengemeinden und Pfarrern entwickelt werden. Praktische Forschungsansätze bilden hierzu eine "hermeneutische Grundlegung einer Missionstheologie für den deutschsprachigen, spät- bzw. nachvolkskirchlichen Kontext, Entwicklung einer evangelistischen Homiletik, Theorie und Praxis neuer Gottesdienstformen für Kirchendistanzierte und Konfessionslose."

## Arbeitsweise

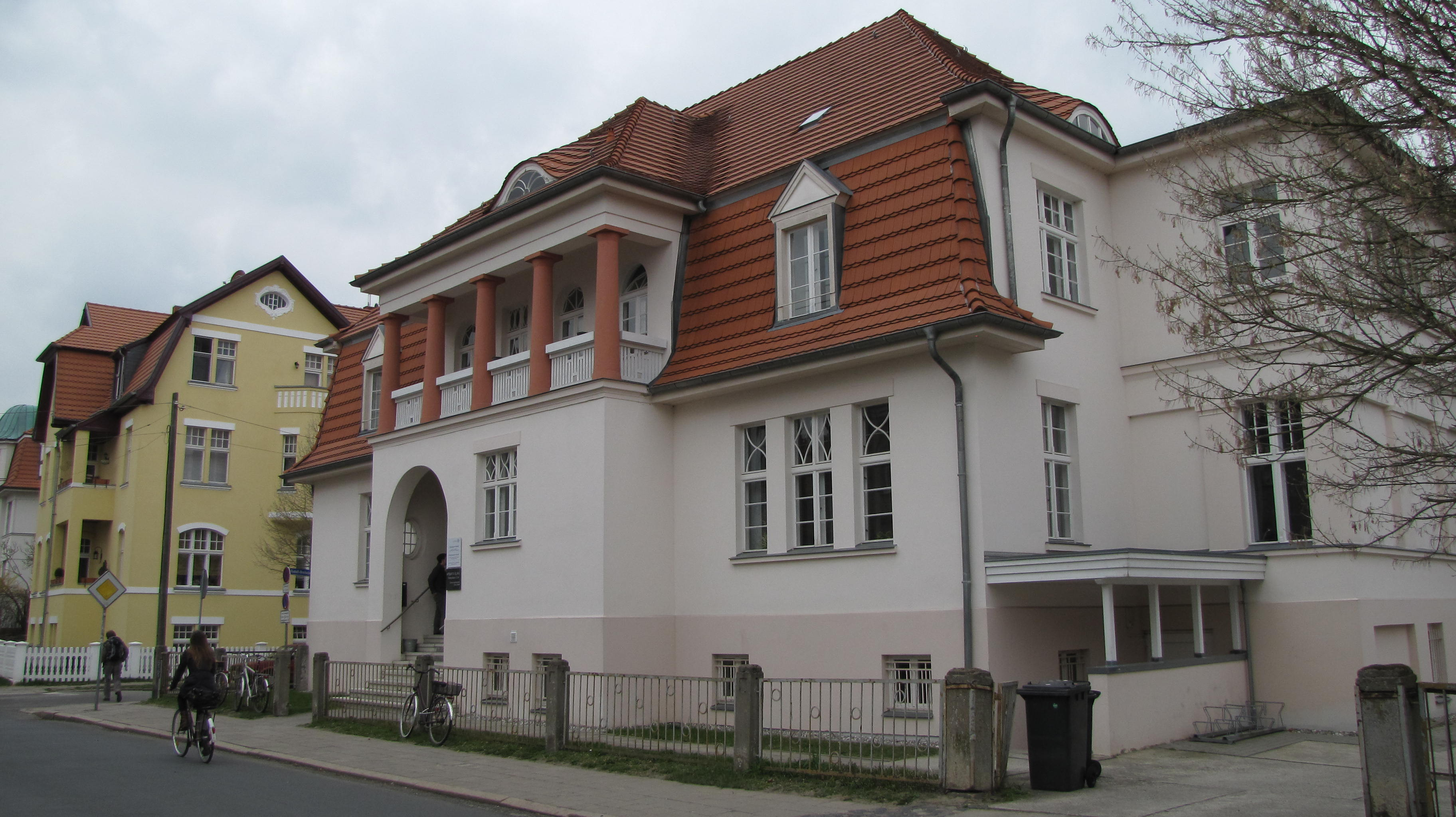
IEEG-Sitz, Rudolf-Petershagen-Allee 1

Hauptaufgaben der Arbeit des IEEG sind die empirische Erforschung der religiösen Landschaft und die Untersuchung historischer Fragestellungen zu Volksmission und Gemeindeentwicklung.
Vier große Themenbereiche bilden die Schwerpunkte der Institutsarbeit:
- Geschichts- und sozialwissenschaftliche Grundlagen
- Evangelisation
- Gemeindeentwicklung
- Bildung, Diakonie und Mission.

Forschungsgegenstand sind auch der Zusammenhang von Bildung und Mission sowie der Zusammenhang von Diakonie und Mission. Die Angebote des Institutes gelten den Studierenden der Theologischen Fakultät und dienen der Weiterbildung von Pfarrerinnen und Pfarrern in ganz Deutschland. Kirchen und Werke werden in Fragen der Evangelisation und der Gemeindeentwicklung beraten. Der Bezug zur Pommerschen Evangelischen Kirche stellt eine Besonderheit dar. Das Institut nimmt Funktionen einer Agentur für Missionarische Dienste im Raum des Pommerschen Evangelischen Kirchenkreises wahr. Das Institut macht Beratungsangebote für Gemeinden – bezüglich der Durchführung von Glaubenskursen, Perspektiventwicklungsprozesse, der Einführung neuer Gottesdienstformen, der Betreuung und Förderung ehrenamtlicher Mitarbeiter, der Begründung von Hauskreisen u. a.
Seit Bestehen des Institutes erforschten die Mitarbeiter intensiv Grundsatzfragen des missionarischen Gemeindeaufbaus. Dabei wurde u. a. untersucht, ob und wie traditionelle Gemeindeformen um neue Ausdrucksformen gemeindlicher Arbeit bereichert werden können.
Am IEEG spielen internationale und ökumenische Impulse für den Gemeindeaufbau eine wichtige Rolle. Besondere Beachtung gilt den Entwicklungen der anglikanischen Kirche und entsprechenden Adaptionsmöglichkeiten. Dortige Erfahrungen mit „fresh expressions of church“ werden für den (ost-)deutschen kirchlichen Bereich erprobt. „Partnership for Missional Church“ (PMC) ist ein missionarischer Gemeindeentwicklungsprozess aus den USA und Südafrika, dessen Erfahrungen das IEEG aufarbeitet. Das International Research Consortium for Congregational Studies and Social Sciences kommt seit 2004 jährlich zusammen. Beteiligt sind Theologen und Religionssoziologen u. a. aus Amsterdam, Greifswald, Kopenhagen, Oslo, Princeton, Saint Paul (Minnesota) und Stellenbosch. Deutsche Mitglieder des Konsortiums sind Michael Herbst und Martin Reppenhagen vom IEEG.
Beispiele für Forschung und unterstützte Projekte sind die Gemeindepflanzung Rotensee 2007 in Bergen (aktueller Projektname "nebenan") und die Jugendkirche in Stralsund, deren Aktivitäten vom IEEG wissenschaftlich begleitet werden. Mit einer Längsschnittstudie erfassten die Wissenschaftler Veränderungen der Religiosität junger Erwachsener. Dazu wurden Teilnehmer des  Christival 2008 auf dem Festival und 18 Monate später zu ihren Lebens- und Glaubenswegen befragt. Veränderungen von religiösen Einstellungen im Zusammenhang mit biographischen Einflüssen werden so erforscht.
Ein spezielles Dienstleistungsangebot für Pfarrer ist das Summer Sabbatical. Dabei können Gemeindepraktiker ihre eigene Arbeit reflektieren und parallel dazu ein Semester an der Universität studieren, um theologische Kenntnisse zu vertiefen. Eine Besonderheit ist, dass dies in einer Gruppe von Kollegen und mit einem speziell auf sie abgestimmten Begleitprogramm absolviert wird.
Am IEEG werden Promotionen und Habilitationen begleitet. Dazu finden regelmäßig Doktorandenkolloquien statt. Seit 2004 konnten mehrere Promotions- und Habilitationsprojekte erfolgreich abgeschlossen werden, die in der BEG-Reihe veröffentlicht wurden.

## Kooperationen
Das EKD-Zentrum für Mission in der Region kooperiert eng mit dem IEEG. Das IEEG begleitet die Arbeit des Zentrums wissenschaftlich und bringt dabei besonders die Perspektive stark entkirchlichter und peripherer ländlicher Regionen ein.
In Kooperation mit dem Alfried-Krupp-Wissenschaftskolleg veranstaltet das Institut regelmäßig Tagungen und Symposien in Greifswald.
- Arbeitsgemeinschaft Missionarische Dienste (AMD) im Diakonischen Werk der EKD
- Arbeitsstelle "Kirche im Dialog" (Rostock)
- International Research Consortium for Congregational Studies and Social Sciences
- Missionshochschule in Stavanger (Kooperationspartner der Theologischen Fakultät)

## Verein
Der Verein zur Förderung der Erforschung von Evangelisation und Gemeindeentwicklung e. V. wurde 2004 gegründet. Dem Vereinsvorstand gehören der Nordkirchen-Bischof Gerhard Ulrich, der pommersche Bischof Hans-Jürgen Abromeit, Generalsekretär der AMD OKR Erhard Berneburg, Pastorin Margret Laudan und IEEG-Direktor Michael Herbst an.
Spenden für den Verein sind laut Beschluss des Finanzamtes Greifswald steuerbegünstigt, weil der Vereinszweck der Förderung der Wissenschaft dient.

## Publikationen
Vom Institut werden 2 Newsletter, deutsch- u. englischsprachig herausgegeben.
Das IEEG publiziert beim Neukirchener Verlag die wissenschaftliche Reihe "BEG" (Beiträge zu Evangelisation und Gemeindeentwicklung). In dieser Studienreihe erscheinen Monographien, Promotionen, Habilitationen, Aufsatzbände und Kongreßberichte.
In der Praxisreihe "BEG praxis" erscheinen Bücher, die auf die kirchliche und gemeindliche Praxis ausgerichtet sind.
Der aus der Anglikanischen Kirche stammende Kurs "EMMAUS – Auf dem Weg des Glaubens" wurde in den deutschen Kontext übertragen und vom IEEG herausgegeben.
Auswahl:
- Michael Herbst, Jörg Ohlemacher, Johannes Zimmermann (Hrsg.): Missionarische Perspektiven für eine Kirche der Zukunft, Neukirchen-Vluyn 2008, ISBN 978-3-7887-2129-9.
- Michael Herbst, Ulrich Laepple (Hrsg.): Das missionarische Mandat der Diakonie (BEG 7), Neukirchen-Vluyn 2009, ISBN 978-3-7887-2354-5.
- Martin Reppenhagen (Hrsg.): Kirche zwischen postmoderner Kultur und Evangelium (BEG 15), Neukirchen-Vluyn 2010, ISBN 978-3-7887-2452-8.
- Martin Reppenhagen (Hrsg.): Auf dem Weg zu einer missionalen Kirche (BEG 17), Neukirchen-Vluyn 2011, ISBN 978-3-7887-2508-2.
- Martin Reppenhagen (Hrsg.): Konversion zwischen empirischer Forschung und theologischer Reflexion (BEG 18), Neukirchen-Vluyn 2012, ISBN 978-3-7887-2552-5.
- John T. Finney: To Germany with Love (BEG-Praxis), Neukirchen-Vluyn 2011, ISBN 978-3-7615-5825-6.
- Thomas Schlegel, Martin Alex: Leuchtfeuer oder Lichternetz (BEG-Praxis), Neukirchen-Vluyn 2012, ISBN 978-3-7615-5882-9.
- Michael Herbst (Hrsg.): Auf dem Weg des Glaubens – Die Einführung, Neukirchen-Vluyn 2010, ISBN 978-3-7615-5770-9.
- Michael Herbst, Matthias Schneider: … wir predigen nicht uns selbst, Neukirchen-Vluyn 2012, ISBN 978-3-7615-5187-5.

Das Magazin 3E erscheint unter Mitwirkung des IEEG. Es will kirchlich Engagierte vernetzen, Ideen für die Gemeindearbeit geben und innovative Modelle und neue Initiativen innerhalb der EKD vorstellen.